# Хмільне (пиво)
«Хмільне» — торговельна марка пива, що випускається українською компанією «Славутич», власником якої є міжнародна пивна група Carlsberg  Group.

## Історія
Торговельна марка «Хмільне» вийшла на ринок у 1998 році, як сорт ТМ «Славутич» — «Славутич Хмільне», а в 2004 році була запущена, як незалежний бренд.

## Частка ринку
Згідно з інформацією виробника, за підсумками 2008 року ТМ «Хмільне» належить 1.1 % українського ринку пива, а в першому півріччі 2009 років частка ринку склала 1 % .

## Сорти
«Хмільне Світле» — легке світле пиво.
«Хмільне Міцне» — міцне світле пиво. Виробник стверджує, що високий відсоток міцності досягається природним шляхом.